# Transport ferroviaire en Tunisie

Carte du réseau ferroviaire tunisien.

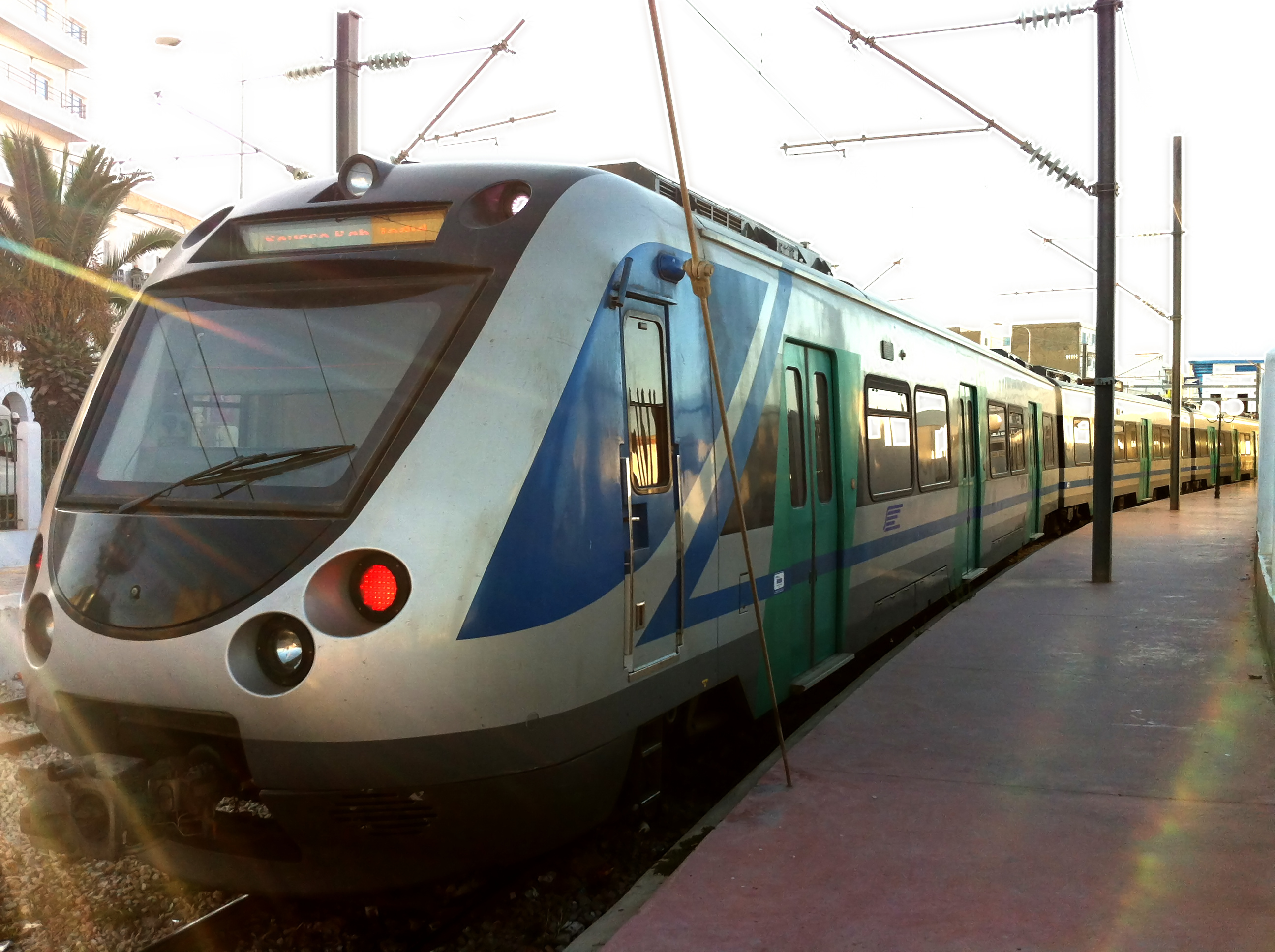
Train électrique SNCFT (Métro du Sahel en 2012).

Le transport ferroviaire en Tunisie fait son apparition à la fin du XIXe siècle.
Les chemins de fer tunisiens sont à voie normale de 1,435 m de largeur au nord de Tunis et à voie étroite d'un mètre dans le centre et le sud du pays.

## Historique

### Première ligne
En 1870, la société italienne Mancardi obtient la concession d'un chemin de fer entre Tunis et la région du Sahel mais, faute de capitaux, ne la met pas en œuvre. C'est pourquoi, la première ligne de chemin de fer tunisienne, reliant Tunis à La Marsa (TGM), est inaugurée le 2 août 1872 par Sadok Bey.

### Construction du réseau nord
Cette ligne constitue le prélude à de nombreuses autres lignes qui, de 1878 à 1916, sont construites dans le nord du pays par la Société de construction des Batignolles et sa filiale, la Compagnie des chemins de fer Bône-Guelma, qui exploite déjà un réseau de chemin de fer en Algérie. Ainsi, par le décret beylical du 24 ramadan 1289 (calendrier musulman), correspondant au mois d'octobre 1872, la société britannique Pickerning est autorisée à construire un chemin de fer entre Tunis et Jendouba dans un délai d'une année.
La convention de cette ligne de la Medjerda, signée le 23 novembre 1874 par Kheireddine Pacha, comporte 29 articles et est rédigée en arabe et français. La ligne débute à Tunis puis passe par l'Ariana, avec un embranchement vers La Goulette, puis Mateur, Béja et Jendouba. La concession d'une durée de cinquante ans garantit également le droit d'exploiter durant cette période une mine de l'ouest du pays. Le gouvernement tunisien a, en vertu de cette même convention, le droit de désigner un ingénieur pour inspecter la ligne pendant les travaux et durant toute la durée de son exploitation. Les concessionnaires bénéficient également du droit de construire certains embranchements et de prolonger la ligne jusqu'au Kef. Toutefois, cette concession n'est pas mise en œuvre. C'est pourquoi, en 1876, une autre concession est accordée à la Société de construction des Batignolles qui la rétrocède à la Compagnie des chemins de fer Bône-Guelma.

Des gares
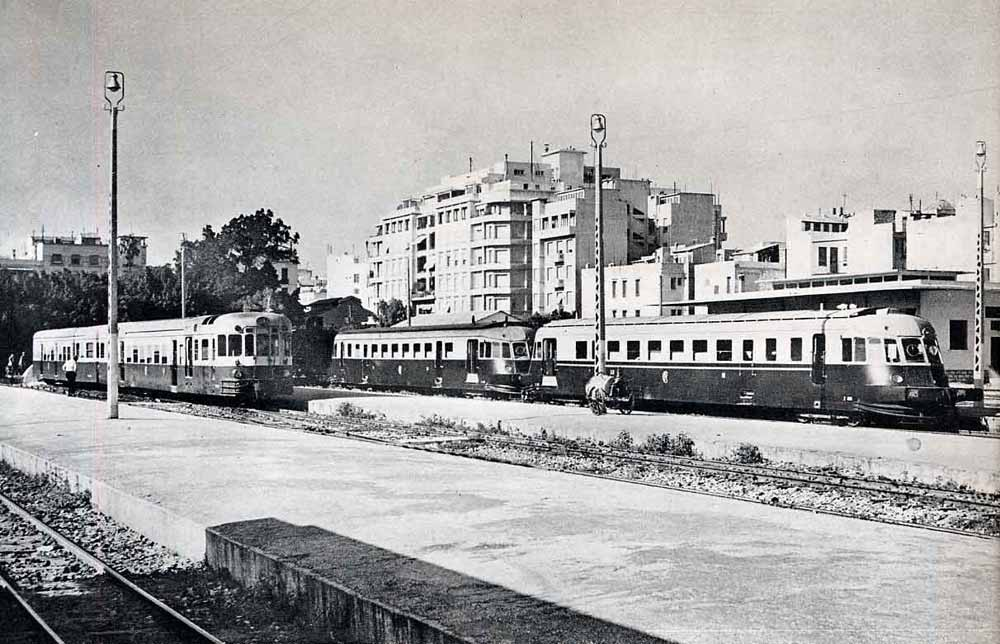
Gare de Tunis.
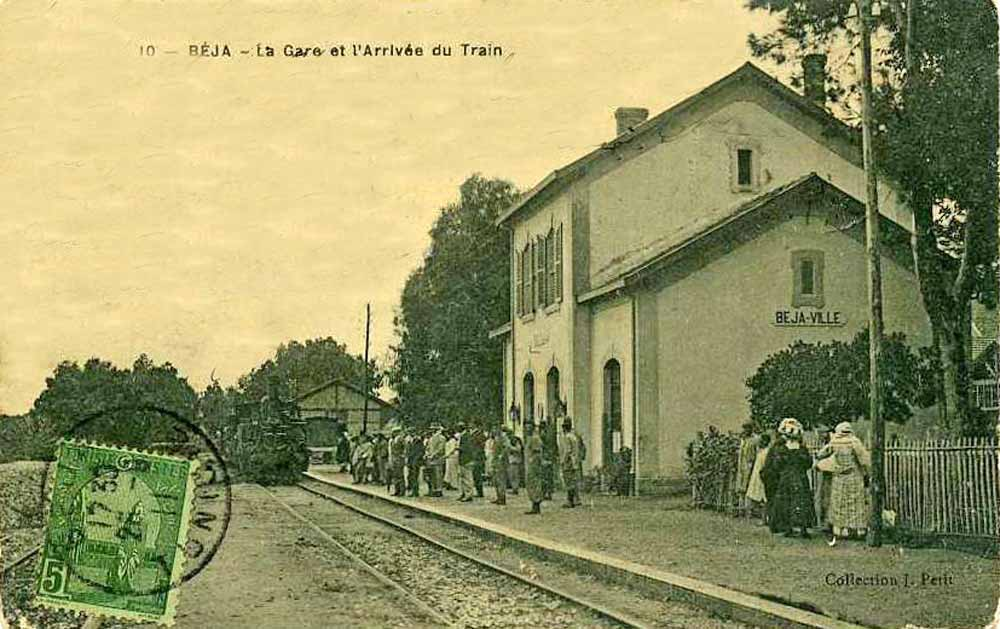
Gare de Béja.
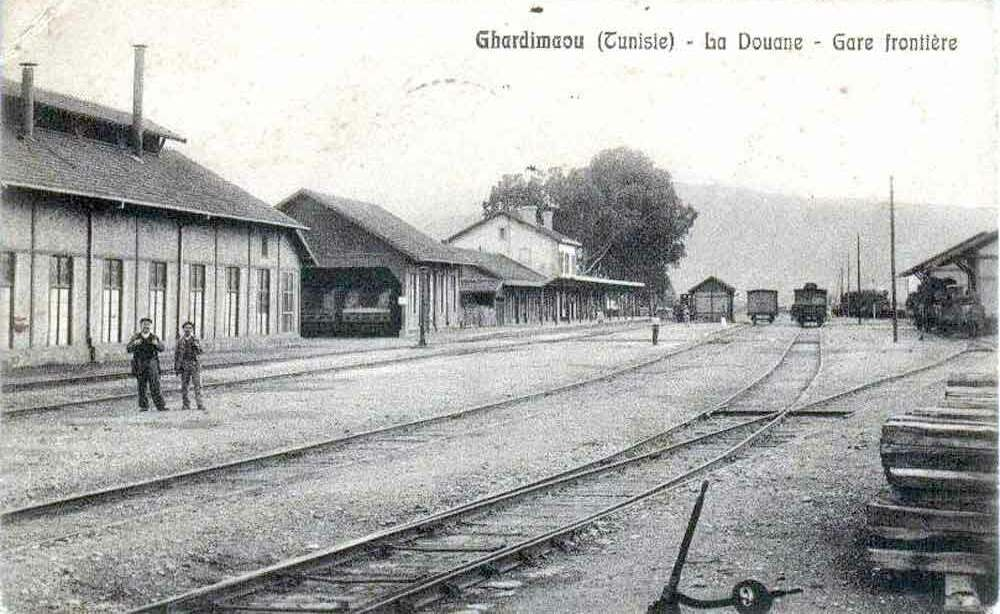
Gare de Ghardimaou.
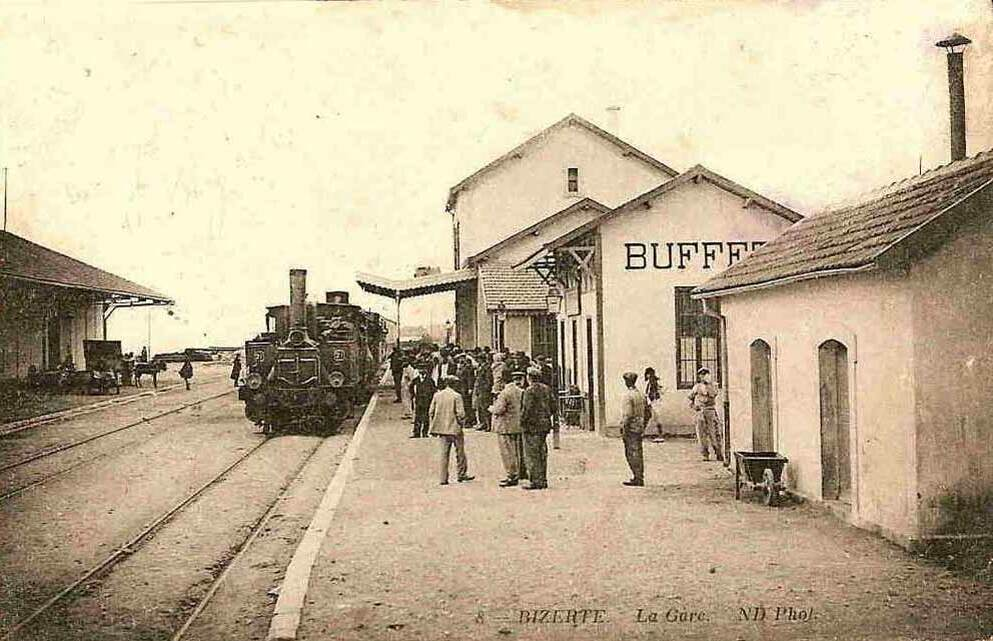
Gare de Bizerte.

Évolution du réseau entre 1880 et 1941.

Les travaux ne débutent effectivement que le 30 avril 1877. L'ouverture de la ligne reliant Tunis à Tebourba a lieu le 24 juin 1878. Elle atteint Medjez el-Bab le 30 septembre, Oued Zarga le 30 décembre, Béja le 1er septembre 1879, Jendouba le 30 septembre et Ghardimaou le 30 mars 1880. Cette ligne est édifiée selon les normes internationales comme celle du TGM. La section reliant Ghardimaou à Souk Ahras (Algérie) n'est terminée que le 29 septembre 1884. En 1894, elle est raccordée à Bizerte via Djedeida et complétée par les bretelles reliant Mateur à Béja (1912) et Tabarka (1922). La construction et l'exploitation de cette ligne (d'abord pour la desserte des mines de plomb) sont concédées à la société française jusqu'en 1922. Dès cette date, l'État tunisien confie l'exploitation de la ligne, après achat, à la Compagnie fermière des chemins de fer tunisiens sous forme d'affermage.

### Construction du réseau sud
En parallèle, et à la suite de la découverte par Philippe Thomas en 1885 de considérables gisements de phosphates dans le djebel Selja, la Compagnie des phosphates et des chemins de fer de Gafsa en obtient la concession en 1897 sous la condition de les relier par une voie ferrée au port de Sfax. La ligne reliant Sfax à Métlaoui via Gafsa, exécutée aux frais du concessionnaire et achevée en 1899 (tout comme l'Étoile minière Mdhilla-Tabedith-Redeyef-Moularès qui sert à la desserte des différents gisements). Elle est prolongée en 1913 vers Tozeur et en 1916 vers Gabès. À l'issue de la concession, la ligne est retournée à l'État tunisien.
Par ailleurs, la Compagnie des chemins de fer Bône-Guelma obtient la concession d'une voie ferrée entre Tunis et Sousse (la section Tunis-Hammam Lif étant achevée depuis 1882) qu'elle construit entre 1895 et 1899 avec des embranchements vers le Pont du Fahs, le cap Bon, Nabeul, Kairouan et Moknine. Cette portion du réseau à voie étroite est complétée successivement par les lignes reliant le Pont du Fahs à Ksar Ghilane (1906), qui dessert d'importantes exploitations de phosphates et de minerai de fer, puis par celle reliant Sousse à Henchir Souatir (1909). Elle est reliée en 1911 par la ligne Sousse-Sfax (129 kilomètres) au reste du réseau de la compagnie.
L'embranchement du cap Bon est prolongé en 1940 pour desservir les gisements de lignites d'El Oudiane. Enfin, la liaison entre Ksar Rhilane et le réseau algérien est réalisée en 1930 et la bretelle entre Haïdra et Kasserine, d'intérêt stratégique, en 1940 aux frais de l'État français.

Autres gares et pont
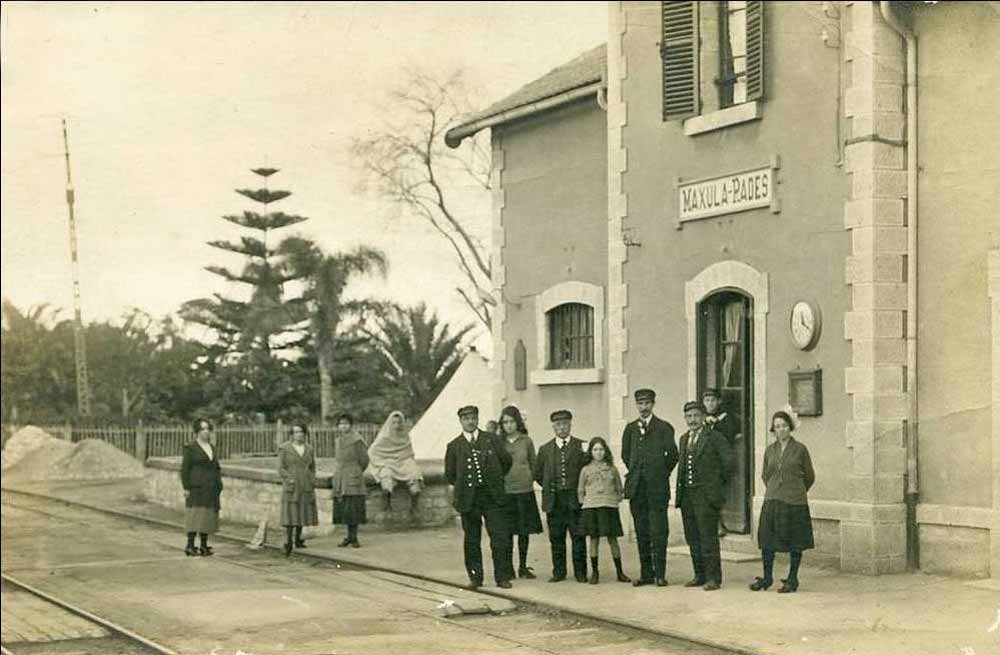
Gare de Radès.
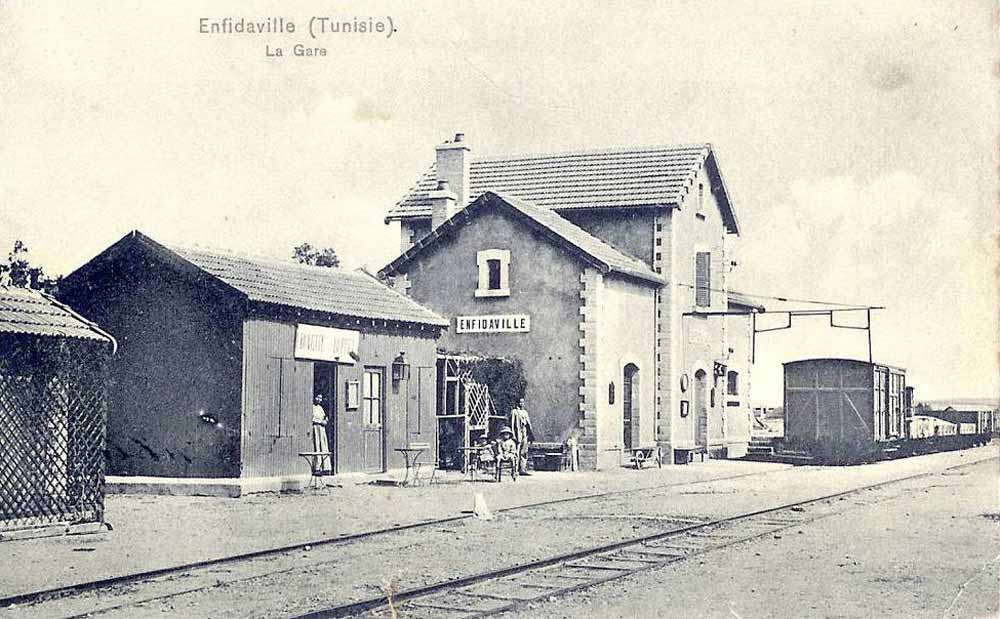
Gare d'Enfida.
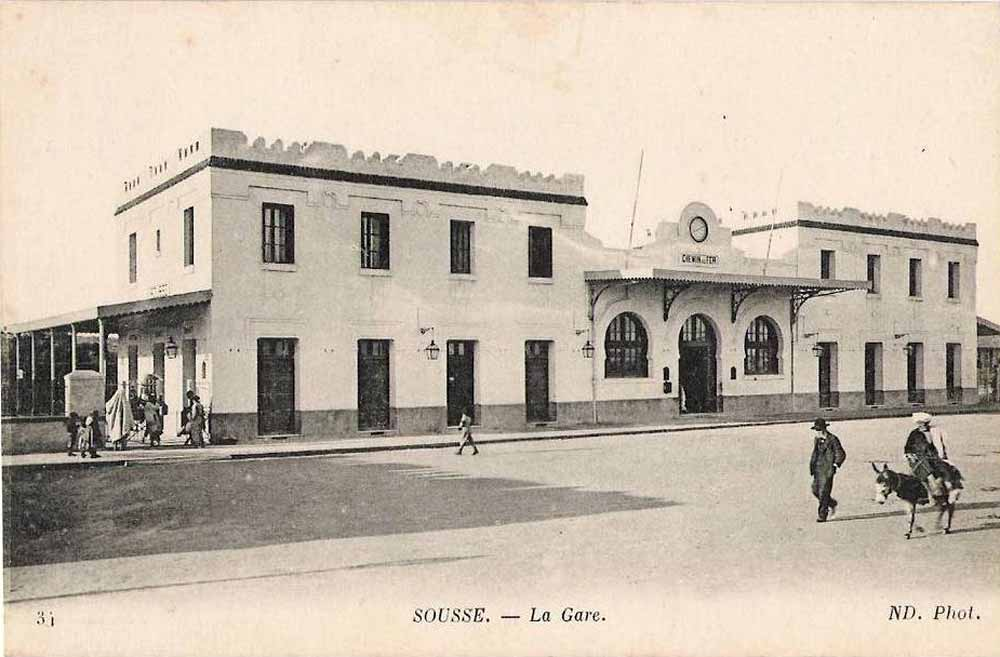
Gare de Sousse.
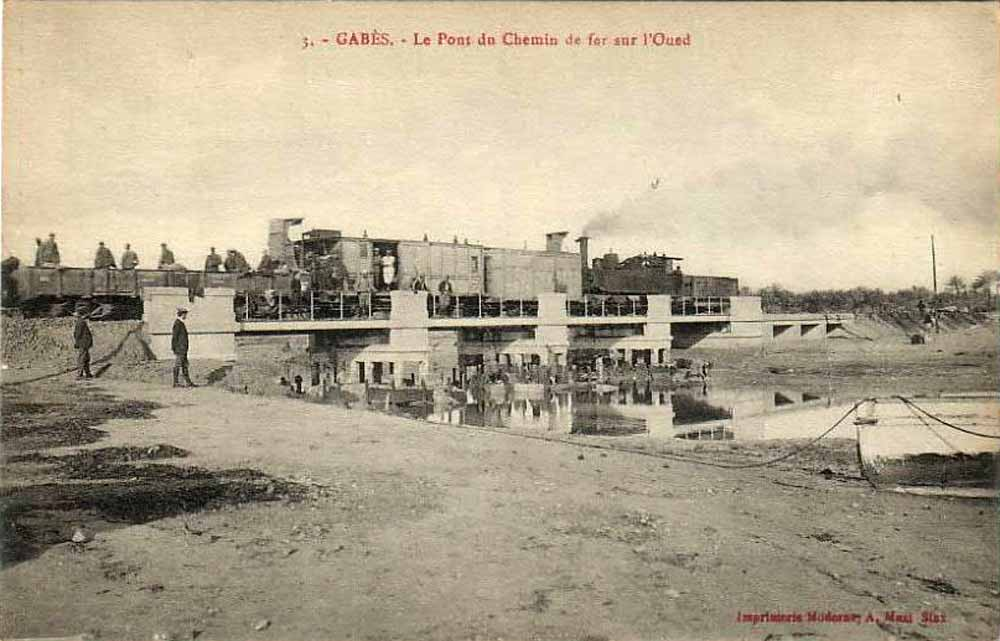
Pont près de Gabès.

### Début des années 1950
En 1952, la longueur totale des lignes exploitées est de 2 044 kilomètres dont : 456 km de voies normales et 1 110 km de voies métriques exploités par la Compagnie fermière des chemins de fer tunisiens : Ces lignes appartiennent à l'État tunisien mais sont construites en partie avec la garantie de l'État français. Leur financement est assuré par le budget local à l'exception de la ligne Tunis-Ghardimaou qui est rachetée en 1922 à la Compagnie des chemins de fer Bône-Guelma ; 440 km de voies métriques exploités par la Compagnie des phosphates et des chemins de fer de Sfax-Gafsa ; 38 km de voies normales exploités par la Compagnie des tramways de Tunis.

### Depuis l'indépendance de la Tunisie
Le réseau ferroviaire est placé sous la gestion de la Société nationale des chemins de fer tunisiens depuis sa création en 1956 et comprend 74 gares.
Lignes à voie normale :
- TA : Ligne de Tunis à Ghardimaou ;
- 1 : Ligne de Djedeida à Bizerte ;
- 2 : Ligne de Mateur à Tamera ;
- 3 : Ligne de Mateur à Sidi M'himech ;
- 4 :  Ligne de Tinja à Menzel Bourguiba ;
- 19 : Ligne de Sidi Smaïl à La Merdja ;

Lignes à voie métrique :
- 5 : Ligne de Tunis à Gabès ;
- 6 : Ligne de Djebel Jelloud à Kasserine ;
- 7 : Ligne de Bir Kassa à La Goulette ;
- 8 : Ligne des Salines au Kef ;
- 9 : Ligne de Fej Tameur à Tajerouine ;
- 10 : Ligne de Bir Bouregba à Nabeul ;
- 11 : Ligne de Kalâa Seghira à Kasserine ;
- 12 : Ligne de Kalâa Seghira à Sousse ;
- 13 : Ligne de Ghraiba à Tozeur ;
- 14 : Ligne d'Aguila à Sehib ;
- 15 : Ligne de Métlaoui à Kasserine ;
- 16 : Ligne de Tabeddit à Redeyef ;
- 17 : Ligne de Founi à Hamada ;
- 18 : Ligne de M'saken à Moknine ;
- 20 : Ligne de Tunis à La Goulette (TGM) ;
- 21 : Ligne de Gafsa à Aouinet ;
- 22 : Métro du Sahel.

## Filmographie
- La Voie normale, film documentaire de 2019